# Oxbow-Damm

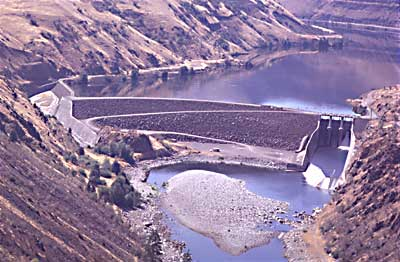

Der Oxbow-Damm ist ein hydroelektrischer Steinschüttdamm am Snake River an der Grenze zwischen den US-amerikanischen Bundesstaaten Idaho und Oregon, im Hells Canyon (Flussmeile 273). Er wurde 1961 fertiggestellt und ist Teil des Hells-Canyon-Projekts, zu dem auch der Hells-Canyon-Damm und der Brownlee-Damm gehören, die von der Idaho Power Company gebaut und betrieben werden.
Das Krafthaus des Staudamms umfasst vier Kraftwerksblöcke mit einer Gesamtkapazität von 190 Megawatt (250.000 PS).
Da die drei Dämme des Hells-Canyon-Projekts keinen Durchgang für wandernde Lachse boten, versperrten sie den anadromen Salmoniden den Zugang zu einem Abschnitt des Einzugsgebiets des Snake River vom Hells-Canyon-Damm bis zu den Shoshone Falls, was jeglichen stromaufwärts gerichteten Fischdurchgang zum oberen Snake-River-Becken verhindert.